# USSF Division 2 Professional League
La USSF Division 2 Professional League fue una liga de fútbol temporal creada por la United States Soccer Federation en 2010 para disputarse solo una temporada como liga de segunda categoría. Los 12 equipos participantes se comprometieron a crear las bases de la NASL, segunda división de Estados Unidos y Canadá.

## Participantes
| Club                     | Ciudad                      | Estadio                                  | Fundación       | Entrenador                    |
| Conferencia USL          | Conferencia USL             | Conferencia USL                          | Conferencia USL | Conferencia USL               |
| ------------------------ | --------------------------- | ---------------------------------------- | --------------- | ----------------------------- |
| Austin Aztex             | Austin, Texas               | House Park                               | 2008            | Adrian Heath                  |
| NSC Minnesota Stars      | Blaine, Minnesota           | National Sports Center                   | 2009            | Manny Lagos                   |
| Portland Timbers         | Portland, Oregon            | PGE Park                                 | 2001            | Gavin Wilkinson               |
| Puerto Rico Islanders    | Bayamón, Puerto Rico        | Juan Ramón Loubriel Stadium              | 2003            | Colin Clarke                  |
| Rochester Rhinos         | Rochester, New York         | Marina Auto Stadium                      | 1996            | Bob Lilley                    |
| FC Tampa Bay             | Tampa, Florida              | George M. Steinbrenner Field             | 2008            | Perry Van der Beck (interino) |
| Conferencia NASL         |                             |                                          |                 |                               |
| Carolina RailHawks       | Cary, North Carolina        | WakeMed Soccer Park                      | 2006            | Martin Rennie                 |
| Crystal Palace Baltimore | Catonsville, Maryland       | Ridley Athletic Complex                  | 2006            | Jim Cherneski                 |
| Miami FC                 | Miami                       | Estadio Riccardo Silva, Lockhart Stadium | 2006            | Daryl Shore                   |
| Montreal Impact          | Montreal                    | Saputo Stadium                           | 1992            | Marc Dos Santos               |
| AC St. Louis             | Fenton, Missouri            | Anheuser-Busch Center                    | 2009            | Dale Schilly                  |
| Vancouver Whitecaps      | Burnaby, Columbia Británica | Swangard Stadium                         | 1986            | Teitur Thordarson             |

## Tabla Histórica
| Pos     | Club                     | Pts | J  | G  | P  | E  | GF | GC | GD  |
| ------- | ------------------------ | --- | -- | -- | -- | -- | -- | -- | --- |
| 1       | Rochester Rhinos         | 54  | 30 | 16 | 8  | 6  | 38 | 24 | +14 |
| 2       | Carolina RailHawks       | 47  | 30 | 13 | 9  | 8  | 44 | 32 | +12 |
| 3       | Austin Aztex             | 53  | 30 | 15 | 7  | 8  | 53 | 40 | +13 |
| 4       | Portland Timbers         | 49  | 30 | 13 | 7  | 10 | 34 | 23 | +11 |
| 5       | Vancouver Whitecaps      | 45  | 30 | 10 | 5  | 15 | 32 | 22 | +10 |
| 6       | Montreal Impact          | 43  | 30 | 12 | 11 | 7  | 36 | 30 | +6  |
| 7       | NSC Minnesota Stars      | 40  | 30 | 11 | 12 | 7  | 32 | 36 | −4  |
| 8       | Puerto Rico Islanders    | 37  | 30 | 9  | 11 | 10 | 37 | 35 | +2  |
| 9       | Miami FC                 | 33  | 30 | 7  | 11 | 12 | 37 | 49 | −12 |
| 10      | FC Tampa Bay             | 32  | 30 | 7  | 12 | 11 | 41 | 46 | −5  |
| 11      | AC St. Louis             | 29  | 30 | 7  | 15 | 8  | 32 | 48 | −16 |
| 12      | Crystal Palace Baltimore | 24  | 30 | 6  | 18 | 6  | 24 | 55 | −31 |
| Fuente: |                          |     |    |    |    |    |    |    |     |

| Estructura de playoff de la USSF Division 2                  |
| Líderes de Conferencia clasifican directamente a playoffs    |
| Los otros seis equipos con más puntos clasifican a playoffs. |

## Líderes Históricos

### Goles
| #  | Nombre              | País           | Club                  | Goles |
| -- | ------------------- | -------------- | --------------------- | ----- |
| 1  | Ryan Pore           | Estados Unidos | Portland Timbers      | 15    |
| 2  | Eddie Johnson       | Inglaterra     | Austin Aztex          | 14    |
| 3  | Aaron King          | Estados Unidos | FC Tampa Bay          | 12    |
| 4  | Bright Dike         | Estados Unidos | Portland Timbers      | 10    |
| 4  | Maxwell Griffin     | Estados Unidos | Austin Aztex          | 10    |
| 6  | Mike Ambersley      | Estados Unidos | AC St. Louis          | 9     |
| 6  | David Foley         | Inglaterra     | Puerto Rico Islanders | 9     |
| 6  | Ali Gerba           | Canadá         | Montreal Impact       | 9     |
| 6  | Abe Thompson        | Estados Unidos | Miami FC              | 9     |
| 10 | Paulo Araujo Jr.    | Brasil         | Miami FC              | 8     |
| 10 | Etienne Barbara     | Malta          | Carolina RailHawks    | 8     |
| 10 | Leonardo Di Lorenzo | Argentina      | Montreal Impact       | 8     |
| 10 | Isaac Kissi         | Ghana          | Rochester Rhinos      | 8     |

### Asistencias
| # | Nombre              | país                         | Club                  | Asistencias |
| - | ------------------- | ---------------------------- | --------------------- | ----------- |
| 1 | Luke Kreamalmeyer   | Estados Unidos               | AC St. Louis          | 8           |
| 1 | Martin Nash         | Canadá                       | Vancouver Whitecaps   | 8           |
| 3 | Leonardo Di Lorenzo | Argentina                    | Montreal Impact       | 7           |
| 3 | Jamie Watson        | Estados Unidos               | Austin Aztex          | 7           |
| 5 | Yordany Álvarez     | Cuba                         | Austin Aztex          | 5           |
| 5 | Sandy Gbandi        | Liberia                      | Puerto Rico Islanders | 5           |
| 5 | Leonard Griffin     | Estados Unidos               | Austin Aztex          | 5           |
| 5 | Maxwell Griffin     | Estados Unidos               | Austin Aztex          | 5           |
| 5 | Andrew Hoxie        | Estados Unidos               | Rochester Rhinos      | 5           |
| 5 | Lawrence Olum       | Kenia                        | Austin Aztex          | 5           |
| 5 | Ryan Pore           | Estados Unidos               | Portland Timbers      | 5           |
| 5 | Tyler Rosenlund     | Canadá                       | Rochester Rhinos      | 5           |
| 5 | Cornelius Stewart   | San Vicente y las Granadinas | Vancouver Whitecaps   | 5           |